# Anders Joachim Hanell
Anders Joachim Hanell, född 31 mars 1755, död 23 maj 1824, var en svensk ämbetsman.
Hanell var kammarskrivare vid Civilexpeditionen 1805–1809 och kammarförvant i Krigskollegium 1809–1824.
Han invaldes som ledamot nummer 134 i Kungliga Musikaliska Akademien den 23 januari 1793.